# Saganaki

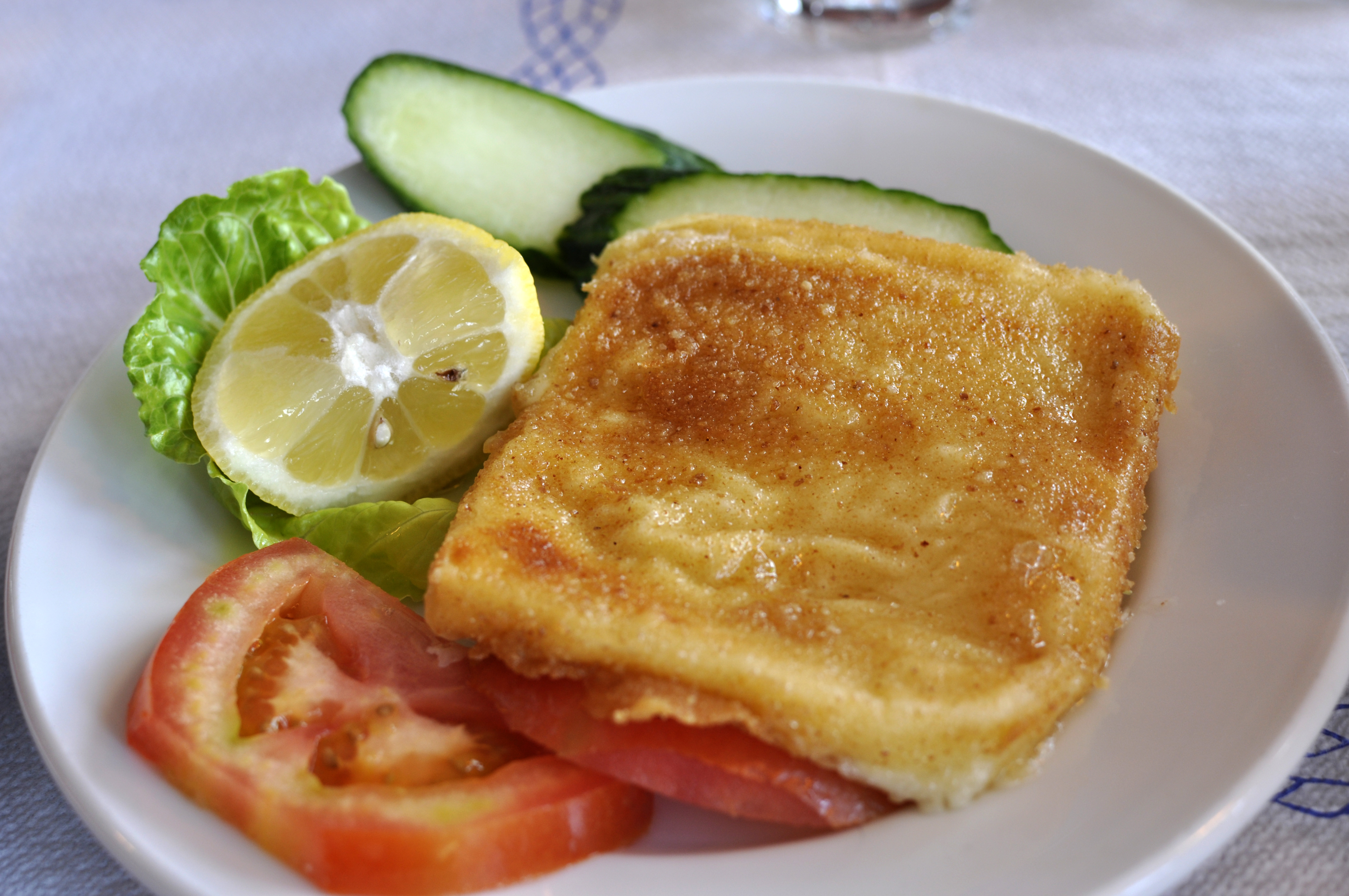
Saganaki paniert aus Fetakäse

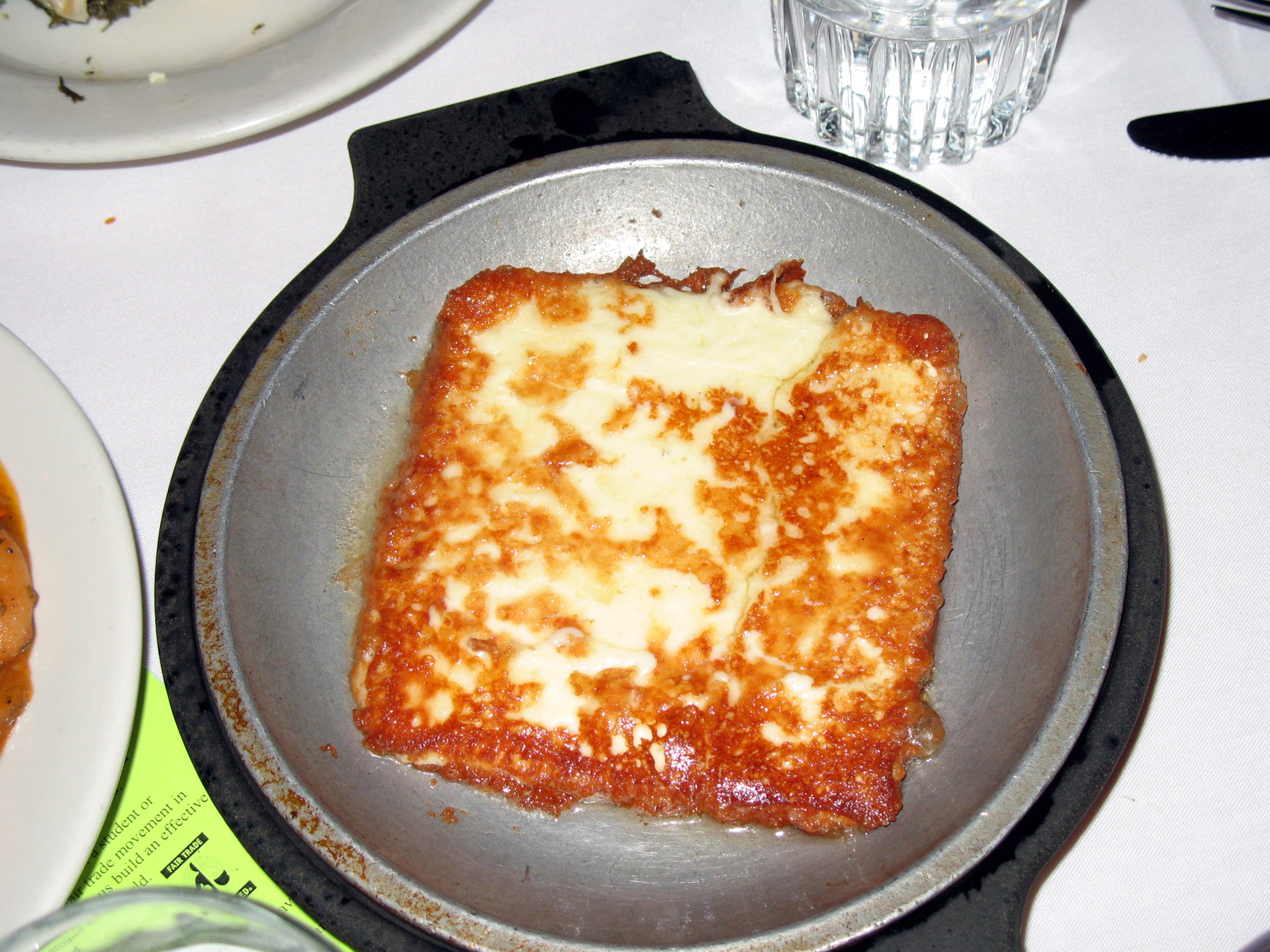
Saganaki mehliert aus Hartkäse

Saganaki (griechisch σαγανάκι [saɣaˈnaci], deutsch ‚Kupferpfännchen‘) ist eine Vorspeise der griechischen Küche.

## Zubereitung
Alle Zubereitungsarten haben eine gebratene Käsescheibe gemeinsam, die mit einer Scheibe Zitrone in einem Pfännchen serviert wird. Am meisten Verbreitung findet eine fingerdicke panierte und frittierte Scheibe Feta. Regional werden mehlierte und gebratene Hartkäsesorten verwendet (Kefalotyri, Kasseri), auf Lesbos der Ladotyri, in Metsovo der Vlahotiri und so weiter.

### Ofen-Saganaki
Die Zubereitungsarten mit Meerestieren, wie gebackenen Garnelen Garides saganaki (Γαρίδες σαγανάκι) oder überbackenen Muscheln Mydia saganaki (Μύδια σαγανάκι), werden mit Tomaten im Ofen gegart.

### Nordamerikanische Servierart
In den USA und in Kanada wird das „flaming saganaki“ (saganaki flambé) serviert. Dabei wird das Gericht beim Servieren mit Zitronensaft gelöscht. Diese Zubereitungsart wurde erstmals 1968 von Chris Liakouras im Restaurant Parthenon in Chicago serviert und fand auch in anderen griechischen Restaurants weltweit Anwendung.

## Etymologie
Sagani oder Sachani (σαγάνι oder σαχάνι) von türkisch Sahan, arabisch „Teller“ ist die Bezeichnung einer Kupferpfanne mit zwei Henkeln. Die Verkleinerungsform lautet „Saganaki“ (Pfännchen) und ist gleichzeitig Namensgeber des Gerichts.